# Peter Stoppacher
Peter Stoppacher (* 1. August 1925 in Baierdorf bei Anger; † 24. August 2008 ebenda) war ein österreichischer Landwirt und Politiker (ÖVP).

## Leben
Peter Stoppacher wurde am 1. August 1925 in Baierdorf bei Anger in eine Bauernfamilie geboren. Nach dem Besuch der Volksschule in Anger und nach der Genesung von einem schweren Unfall wurde Stoppacher im landwirtschaftlichen Betrieb der Eltern, in dem er bereits während seiner Schulzeit mitgewirkt hatte, tätig. 1942 fand er Arbeit als Angestellter bei ELIN in Weiz und legte zwei Jahre später mit gutem Erfolg die Aufnahmeprüfung an der Bulme in Graz ab. Aufgrund des Zweiten Weltkriegs und der Kriegsgeschehnisse der damaligen Zeit wurde sein Eintritt in die Schule verhindert. Stattdessen wurde er von der Wehrmacht zum Kriegsdienst eingezogen und geriet zum Kriegsende hin im Mai 1945 in US-amerikanische Kriegsgefangenschaft, von der er erst wieder am 17. Oktober 1945 heimkehrte.
In weiterer Folge arbeitete er wieder im elterlichen Betrieb mit und trat 1949 als Sekretär der Bezirksleitung Weiz in den Dienst des Steirischen Gemeindebundes ein. In den Jahren 1955 bis 1970 arbeitete er gleichzeitig als Gemeindesekretär der Gemeinde Baierdorf und wurde ebenfalls in den 1950er Jahren kommunalpolitisch tätig. Ab dieser Zeit bekleidete er zahlreiche Funktionen und war etwa von 1957 bis 1995 über einen Zeitraum von vier Jahrzehnten Gemeinderat in Anger. Nebenbei fungierte er von 1965 bis 1995 über 30 Jahre lang als Bürgermeister derselben Gemeinde. 1975 wurde er in Wien als Mitglied des Bundesrats vereidigt und gehörte dieses bis zu seinem Ausscheiden 1981 an. In weiterer Folge saß Stoppacher vom 21. Oktober 1981 bis zum 18. Oktober 1986 über die gesamte X. Gesetzgebungsperiode für die ÖVP im steirischen Landtag. Darin war er unter anderem Mitglied im Ausschuss für Gesundheit und Umweltschutz oder im Sozialausschuss.
Im Jahre 1995 wurde er für seinen großen Verdienste um seine Heimat – er bemühte sich unter anderem um das 1967 gegründete Heimatmuseum Rauchstubenhaus, dessen Obmann er bis 2008 war – mit dem Großes Goldenes Ehrenzeichen des Landes Steiermark ausgezeichnet. Gleichzeitig war Stoppacher während dieser gesamten politischen Laufbahn in zahlreichen Organisationen und Institutionen aktiv.
Am 24. August 2008, kurz nach seinem 83. Geburtstag, starb Stoppacher in seiner Heimat und hinterließ seine Frau Josefa sowie die sechs gemeinsamen Kinder mit Familien.

## Ehrungen (Auswahl)
- 1995: Großes Goldenes Ehrenzeichen des Landes Steiermark